# جون إدر
جون إدر هو سياسي أمريكي، ولد في 18 يناير 1969 في بروكلين في الولايات المتحدة. نشط حزبياً في Maine Green Independent Party ‏. وقد انتخب عضو مجلس نواب مين ‏.